# Црква Срцa Исусова и Маријина у Пули
Црква Срцa Исусова и Маријина у Пули која се скраћено назива црквом Светих срдаца или Света срца, по редовницама које су је основале 1908. године. У овој данас десакрализованој цркви смештен је музејско-галеријски простор или дислоцирани део Археолошкога музеја у Пули отворен у јулу 2011. године.

## Положај
Десакрализиована црква Светих Срдаца Исусова и Маријина, данас музеј и галерија налази се између два пулска успона, Де Виле-овог и Цвечићевог, у подножју Каштела, у староградскоме делу Пуле. 

## Историја
Црква Светих Срдаца Исусова и Маријина са припадајућим самостаном изграђена је 1908. године, на месту на коме су се 1886. године настаниле редовнице Светих Срдаца Исусова и Маријина са циљем да интелектуално и и по начелима хришћанства образују младе дјевојаке, у самостану и цркви. Самостан, у оквиру кога је саграшена ова црква и у коме се данас налази Средња техничка школа, изграђен је 1899. године, а већ 1907. године коришћен је као вртић.
Цркву са са изразитим елементима каснобарокног класицизма, по пројекту који је започео Виргилија Волпи, а довршио Доменико Малусà, редовнице су успеле подигнути уз помоћ верника. Црква је довршена 1910. године, на насипу и врло нестабилном терену, и те године је освећена и стављена у функцију.  
Редовнице су напустиле цркву и самостан крајем Другог светског рата, а у цркву се у време бивше Југославије уселила Техничка школа, све до 1958. године када  је одлуком градских власти Пуле напуштена црква Светих Срдаца додељена Археолошком музеју Истре, да у у њој оснује депо археолошког материјал и других музеалија.
Због лоше градње и неодржавања грађевине, и недостатка средстава и политичке жеље за  обнову цркве дошло је до урушавања крова и слегања темељена на насипу, тако да је услед слагања терена испод апсиде дошло до њеног одвајања и пуцања.
Археолошки музеј Истре је крајем 80-их година 20. века покренуо иницијативу за обнову цркве, са намером да у њој смести Музејско-научни центар, али је до коначне реализације ове идеје протекло неколико деценија.
Почетком 1990-их година археолошки материјал који је чуван у цркви премештен је у Форт Боургуигнон, и тада се приступило њеној обнови. На цркви је прво промењен кров, атоком 2007. године започет је пројект обнове цркве, која је по првом плану требала бити преуређена у средњовековни лапидаријум. Међутим након бројних расправа донета је одлука да у црква буде Музејско-галеријски простор Света Срца, што је и 2010-тих година и реализовано

## Изглед и обнова објекта
Црква је тробродна грађевина дуга  34,60 м, широка 14,70 м, а висока 15,30 м. У плану је била и изградња звоника високог 26 метара, по првом плану на зачељу цркве, а по другом испред цркве, што никада није остварено, због незадовољства комшија на предложено  место звоника.  
Након обнове с почета 20. века у цркви су у бочним бродовима дограђене галерије спојене мостом. Апсида је преграђена и затворена великим зидом на који се преко пројектора могу приказивати филмови и видео презентације. Уграђен је систем грејања и хлађења како би простор могао бити кориштен током целе године. Постављен је савремени систем расвете, надзорни и аларми систем, као и озвучење. 
Посебан је напор уложен како би комплетан простор објекта био доступан особама с инвалидитетом (са вертикалном платформом и санитарним чвором за инвалиде), а до цркве је изграђена и посебна рампа којом инвалиди могу ући у цркву.
Осим лепо уређеног ентеријера, квалитетно је уређен и екстеријер цркве који се може користити као простор за разне врсте манифестације.  

## Намена
Након обнове и стављање у функцију 2011. године простор профаниране цркве планиран је као мултифункционалан и мултимедијалан, предвиђен за одржавање предавања, конгреса, научних трибина, представа, концерата, прикативање филмова, фестивале и слично.
Такође, околни простор је уређен за извођење разних манифестација.

Према планови Археолошког музеја Истре приступило се...
брендирању новог музејско-галеријског простора, стварање визуелног идентитета, те поступно претварање цркве у место презентације културних садржаја за туристе током летњих месеци, као и центара у коме би се одвијао културни живота града Пуле и Истарске жупаније током читаве године.
- Део експоната из музејско-галеријског простора Света Срца